# Низина (станция, населённый пункт)
Низина — упразднённая железнодорожная станция (тип населённого пункта) в городском округе Белогорск (на момент упразднения Белогорском горсовете) Амурской области России. На момент упразднения входила в состав Низинного сельсовета. Иключена из учётных данных в 1980 году.

## География
Станция располагалась у одноимённого железнодорожного разъезда на линии Белогорск — Благовещенск Забайкальской железной дороги, на расстоянии примерно 2 километров (по прямой) к юго-западу от села Низинное.

## История
Железнодорожный разъезд был образован в 1951 году.
Решением Амурского исполкома от 27 мая 1980 года № 255, железнодорожная станция Низина исключена из учётных данных, как населённый пункт служебного значения.